# Szabó Judit (néprajzkutató)
Szabó Judit (Gernyeszeg, 1942. szeptember 13. – Kézdivásárhely, 2017. szeptember 7.) erdélyi magyar néprajzi szakíró, népmesegyűjtő, tanár és muzeológus. Incze László felesége.

## Életútja, munkássága
Középiskoláit Szászrégenben végezte (1961), majd a BBTE-n magyar nyelv- és irodalom szakos tanári diplomát szerzett (1967). Tanár Csíkszentdomokoson (1967–73), majd Kászonaltízen (1974–80) és Kézdivásárhelyen (1980–93), közben a Csíkszeredai Városi Pionírtanács munkatársa (1973–74), 1993–tól a Kézdivásárhelyi Céhtörténeti Múzeum muzeológusa; 1990–91 között a Székely Újság (Kézdivásárhely), 1996-tól a kézdivásárhelyi Siculus Rádió külső munkatársa, helytörténeti, művelődéstörténeti és néprajzi adások szerkesztője.
Első írását a Könyvtári Szemle közölte (1966). Rózsa királyfi című kötetében (Bukarest, 1977) tette közzé Berekméri Sándor gernyeszegi mesemondó hatodfélszáz oldalt kitevő meserepertoárját. Mesegyűjteményének bevezető tanulmányában a meserepertoárt az Ortutay Gyula által kezdeményezett, Erdélyben Faragó József, Nagy Olga és Vöő Gabriella nevével fémjelzett egyéniségkutatás módszerével elemezte (népköltészet), rávilágítva a mese hagyományozódása, variálódása, a hagyomány és a mesélő világképe, életformája közti összefüggésekre, a mese, a mesélő és a hallgatóság viszonyára.
Társszerkesztője Kézdivásárhely háromnyelvű városismertető könyvének (Kézdivásárhely – Târgu Secuiesc – Szekler Neumarkt. Kézdivásárhely, 1997. Incze Lászlóval és Szőcs Gézával), valamint Földi István Századelő az udvartereken címmel megjelent posztumusz kötetének (Kolozsvár, 2004).
Népszerűsítő írásai jelentek meg a Kalotaszeg (2000/1), Transsylvania (2000/3), Művelődés (2001/11), Székelyföld (2001/12) folyóiratok hasábjain.
Muzeológusként több vándorkiállítást rendezett a Kézdivásárhelyi Céhtörténeti Múzeum miniatűr népviseleti gyűjteményéből, a híres „Zsuzsi-babák”-ból (Veszprém, Székesfehérvár, Budapest, Hatvan, Szeged, Salgótarján, Kaposvár, Gyöngyös, Kecskemét).

## Néprajzi tanulmányai (válogatás)
- Cigányok egy magyar–román közösségben a marosmenti Gernyeszegen (in: Cigány népi kultúra a Kárpát-medencében a 18–19. században. Tanulmányok, Budapest, 1993);
- Betlehemes játék Kászonból 1898-ból (Néprajzi Látóhatár, 1995/3–4);
- A húshagyó keddi palacsintasütés Körtvélyfáján (in: KJNT Évkönyv. Kolozsvár, 1996);
- A gernyeszegi egyház klenódiumai (in: Népi vallásosság a Kárpát-medencében. Kolozsvár, 1997);
- Balázs Márton emlékezete (in: Emlékkönyv a Kézdivásárhelyi Múzeum 25. évfordulójára. Kézdivásárhely 1997);
- Az Atropa Belladonna és a hozzá kapcsolódó tudásanyag (Acta, Sepsiszentgyörgy, 1999);
- A társadalmi rétegződés emlékei a kézdivásárhelyi múzeum miniatűr népviseleti gyűjteményében (in: Viselet és társadalom avagy a ruha teszi az embert. Kolozsvár, 1998);
- A csíkszentdomokosi tájház és néprajzi gyűjtemény (in: Csíkszentdomokos monográfiája. Kolozsvár, 1999);
- Balázs Márton és a háromszéki néprajzkutatás (in: Népi kultúra, társadalom Háromszéken. Kolozsvár, 2003)
- Századelő az udvartereken. Rendhagyó szociográfia; szerk. Szabó Judit, Incze László, Antal Árpád; Kriza János Néprajzi Társaság, Kolozsvár, 2004 (Kriza könyvtár)